# Dasyhelea pentalineata
Dasyhelea pentalineata är en tvåvingeart som beskrevs av Wirth och Hubert 1960. Dasyhelea pentalineata ingår i släktet Dasyhelea och familjen svidknott. Inga underarter finns listade i Catalogue of Life.